# Атонио, Уини
Уини Атонио (англ. Uini Atonio; род. 26 марта 1990 года в Тимару, Кентербери, Новая Зеландия) — новозеландский регбист самоанского происхождения. Выступает за «Стад Рошле» и сборную Франции на позиции правого пропа.

## Биография

### Клубная карьера
Атонио учился в Колледже Уэсли в Новой Зеландии, откуда его в возрасте 17 лет пригласили в академию «Каунтис Манукау», уже тогда игрок отличался своими габаритами. В 2011 году на регбийном турнире в Гонконге был замечен тренером «Атлантик Стад Рошле» Патрисом Колласо и был подписан в клуб, а в 2012 году продлил контракт с клубом ещё на три года. В конце сезона 2012/13 Атонио стал капитаном команды. В следующем сезоне вместе с клубом вышел в Топ 14, обыграв в финале плей-офф Про Д2 «Ажен». В апреле 2015 года вновь продлил контракт с клубом, за который он будет выступать до 2017 года .

### Карьера в сборной
В 2014 году он провёл необходимые три года во Франции, чтобы получить возможность играть за сборную в международных матчах и в сентябре 2014 года Атонио попал в состав из 30 игроков, вызванных на осенние тестовые матчи. Дебютировал в составе «Синих» 8 ноября того же года в матче против сборной Фиджи (40—15), в котором вышел на замену на 47-й минуте матча. В 2015 году был вызван в состав сборной Франции на Чемпионат мира 2015, где сыграл только в одном матче, выйдя в стартовом составе против сборной Румынии. После турнира игрок привлёк внимание лучших клубов Франции, таких как «Тулон» и «Тулуза».

### Стиль игры
При росте 197 см, и весе около 150 кг, Атонио является одним из крупнейших регбистов мира. Он стал самым крупным игроком на Чемпионате мира 2015. Однако, несмотря на телосложение, о нём часто отзывались как об очень техничном и быстром игроке для своей позиции.
Несмотря на это, долгое время слабым местом в игре Атонио были действия в закрытых схватках. Однако, в отличие от своего товарища по сборной, Николя Ма, в его обязанности скорее входит сдерживание давления соперника и лишение его пространства для манёвра в фазе атаки.

## Достижения

### Командные
Атлантик Стад Рошле
- Чемпионат Франции
  - Финалист: 2021
- Кубок европейских чемпионов
  - Победитель: 2022
  - Финалист: 2021

### Индивидуальные
- Лучший правый проп Про Д2 2012/13[11] .
- Лучший правый проп Топ 14 2015/15[12].